# 波爾霍爾門島
69°1′S 39°36′E / 69.017°S 39.600°E
波爾霍爾門島，是南極洲的島嶼，位於毛德皇后地的哈拉爾王子海岸，長0.6公里，處於東翁古爾島東南面0.2公里的呂佐夫-霍爾姆灣東部，根據挪威探險隊拍攝的空中照片繪入地圖，現時由南極條約體系管理。